# Benthobatis
Benthobatis is een geslacht uit de familie van de stroomroggen (Narcinidae). Roggen uit deze familie kunnen elektrische schokken geven, maar doen dit alleen ter verdediging of om prooien te verlammen. Ze leven op zeebodems en zijn eierlevendbarend.

## Lijst van soorten[1]
- Benthobatis kreffti Rincon, Stehmann & Vooren, 2001
- Benthobatis marcida  Bean & Weed, 1909
- Benthobatis moresbyi  Alcock, 1898
- Benthobatis yangi  Carvalho, Compagno & Ebert, 2003